# Idil Ibrahim
Idil Ibrahim (en somalí: Idil Ibraahiim; en árabe: إيديل إبراهيم‎) es una directora, productora, escritora y actriz de cine nacida en los Estados Unidos y nacionalizada somalí.

## Biografía

### Plano personal
Ibrahim obtuvo una Licenciatura en Artes en 2002 de la Universidad de California, Berkeley. En su último año en la institución fue seleccionada como pasante en la Academia de las Artes y Ciencias de la Televisión. Mientras estaba en Berkeley llevando a cabo su licenciatura, fue seleccionada para realizar una prestigiosa pasantía de la Academia de Artes y Ciencias de la Televisión (ATAS) en la categoría de Serie Episódica. Durante su tiempo como becaria de Arts Bridge, Ibrahim enseñó análisis de películas documentales y producción de películas a estudiantes de la Berkeley High School.
Además, Ibrahim cursó estudios de posgrado en la Universidad de Nueva York, después de haber ganado una beca de arte Nadine Abergel. Ibrahim fue compañera del reportero gráfico británico Tim Hetherington hasta que fue asesinado en una misión en Misurata, Libia, durante la guerra civil de ese país en 2011. El senador estadounidense John McCain envió dos banderas estadounidenses al funeral de Hetherington en Nueva York, una de las cuales fue presentada a Ibrahim por miembros de la Brigada 173 que había servido en combate con Hetherington y el escritor Sebastian Junger en multitud de ocasiones.
Actualmente reside en Nueva York y frecuentemente viaja alrededor del mundo con varios proyectos cinematográficos.

### Carrera
Idil ha trabajado en laureados proyectos cinematográficos filmados en Cuba, Serbia, Japón, Turquía, Somalia, Líbano, Zambia, Kenia, Senegal y Uganda. Produjo la película Homecoming de Jim Chuchu, junto con Wanuri Kahiu, como parte del programa Metrópolis Africana: 7 directores, 7 ciudades, con el apoyo del Festival de Cine de Róterdam, la Fundación Hubert Bals y el Instituto Goethe de Sudáfrica. Idil también produjo y dirigió la cuarta parte del documental Behind the Scenes de Fishing Without Nets para VICE, que se filmó en Kenia basado en el largometraje del mismo nombre. Como actriz, interpretó a la protagonista femenina en la mencionada película. En 2014, Idil presentó dos proyectos en el Festival de Cine de Sundance. Además de su participación en la película Fishing Without Nets, también produjo el documental experimental Am I Going Too Fast?, filmado en Kenia y dirigido por Hank Willis Thomas y Christopher Myers. Am I Going Too Fast? formó parte del Sundance Global Film Challenge, apoyado por la Fundación Bill y Melinda Gates.
En 2008 Ibrahim se desempeñó como productora asociada en el largometraje documental Americana. Dirigida por Topaz Adizes y producida por Corinne Golden Weber, fue exhibida en el Festival Cinéma du Réel de 2009 en el Centro Georges Pompidou de París. La obra también fue seleccionada para hacer parte de la selección del Festival Internacional de Cine Documental Margaret Mead y el Festival de Cine AFI de Dallas. Idil también se desempeñó como productora asociada en la película Laredo, Texas, también una selección oficial del Festival de Cine de Sundance en 2010. Fue una de las productoras de la película Trece Años, rodada en Cuba y seleccionada de igual manera para participar en el Festival de Cine de Sundance en 2009, el Festival Aspen Shortsfest y el Festival de Cine Independiente de Ashland. Trece Años también se presentó en Pangea Day, un evento multimedia global que se transmitió simultáneamente en lugares de todo el mundo como Kigali, El Cairo, Londres, Río de Janeiro y Nueva York, con la misión y el propósito de reducir divisiones y crear cambios globales a través del poder del cine.
Ibrahim fue una de las directoras seleccionadas por la revista Glamour y The Girl Project para grabar un corto sobre la educación de una niña en Malaui. Apareció en el sitio web de la revista Glamour en un artículo escrito por Shay Maunz titulado Una conversación con la cineasta y la activista Idil Ibrahim. Además, fue invitada por el Museo de Arte de Honolulu en junio de 2017 para una proyección de Fishing Without Nets, que forma parte de la serie de películas Seventh Art Stand.
Ibrahim dirigido su primer cortometraje Sega en Dakar, Senegal, con Alassane Sy e Dylan Verrechia. Ganó el premio por mejor película de ficción al Blackstar Film Festival en 2019.

## Filmografía
- Americana (2008)
- Trece años (2009)
- Laredo, Texas (2010)
- Homecoming (2013)
- Transit Game (2014)
- Fishing without Nets (2014)
- Sega (2018)